# お薬手帳

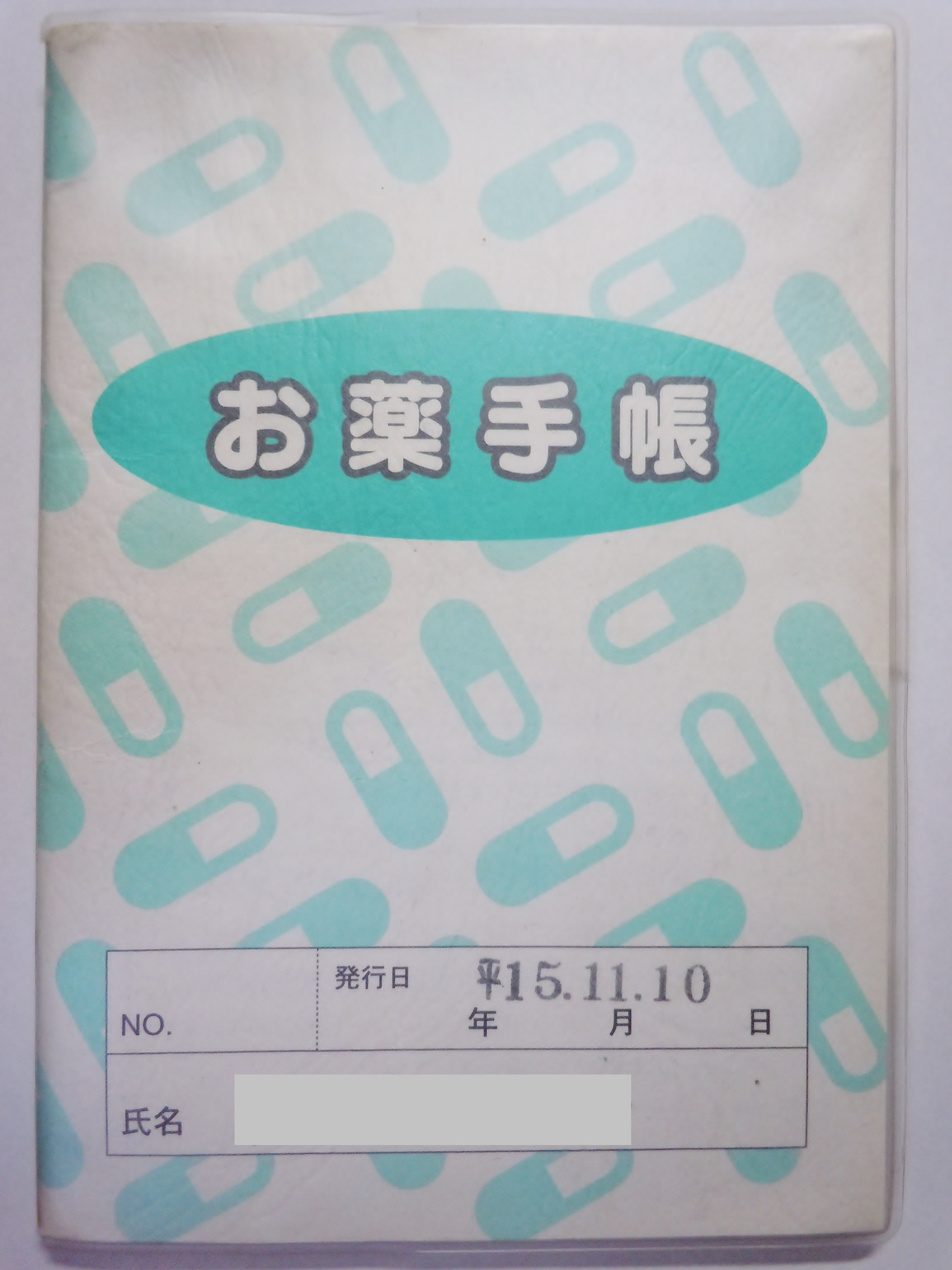
お薬手帳

お薬手帳（おくすりてちょう）とは、日本において導入されている個人健康情報管理（Personal Health Record、PHR）の一制度で、薬の服用履歴や、既往症、アレルギーなど、医療関係者に必要な情報を記載する手帳の俗称である。
医師・歯科医師や薬剤師が、患者がどのような薬をどのくらいの期間使っているのかを確認するために使用する。複数の病院を使う患者の薬物相互作用（飲み合わせ）の管理にも用いられるため、所有や管理は各患者が行う。

## 概要
厚生労働省は特に正式名称を定めておらず、2018年（平成30年）現在、診療報酬（薬剤服用歴指導管理料）における表記は「手帳」または「手帳等」であり、おくすり手帳ともお薬手帳ともしていない。解説書では、これがお薬手帳を指す語句だと捉えている。日本医師会や日本薬剤師会などでは「お薬手帳」としているが、各都道府県の薬剤師会によっても表記は異なり、例えば東京都薬剤師会では「おくすり手帳」とひらがな表記、ソニーの提供する電子お薬手帳の名称は「harmo」（ハルモ）と、正式名称または表記については組織・事業者によりまちまちである。本稿ではこの手帳について、「お薬手帳」と表記する。
薬は、その飲み合わせにより効果が増幅され副作用が出たり、逆に効果が弱まってしまうことがあるものである。処方薬局が異なると相互作用のチェックが行われないことも多く、お薬手帳が普及しつつある今も、薬の多剤併用問題は解決していない。処方オーダリングシステムを使用している場合、飲み合わせの悪い薬をあらかじめ設定すれば処方の段階でブロックをかけたり警告を表示する事が可能だが、他の医療機関で処方されている薬や一般用医薬品に関しては薬剤師などの専門知識を持つスタッフが確認する必要がある。この確認の際にお薬手帳を利用することができる。
また、アレルギー予防効果も期待される。同じ薬で起きるアレルギー反応は、1度目より2度目のほうが強い場合があるため、お薬手帳を使って一度起きたアレルギーを予防することは、大変重要となる。

## 使用方法
病院・診療所・歯科医院・薬局に持参して記入と確認を受けることで、薬の飲み合わせや副作用を防ぐ。また、入院時に持参すれば、入院中の薬の最適な選択のために、今まで使用していた薬を参照することができる。入院時はあらかじめかかりつけの病院・医師等から処方を受けておくことが原則であるが、緊急時や入院の長期化の場合は入院中の病院から薬が出されることもあるため、常時携帯することが望ましい。
お薬手帳に患者自身が書き込むこともでき、薬の効き目や服用してからの体調変化の記録を記録しておけば、次の診療に役立てることが出来る。ドラッグストアやコンビニエンスストアで購入した薬の名前などを記入することも推奨されている。患者にとっては何気ないことでも、医療従事者が見れば副作用の早期発見につながることがあるため、有用である。また自身の副作用歴・アレルギー歴・既往歴などを記入するページがあるため、健康管理に活用できる。さらに、薬を使用してからの検査結果を記録すれば、薬と検査の結果を関連付けて見ることが可能となる。

## 歴史

ソリブジン

お薬手帳は、1993年（平成5年）、日本国内の患者15人が、別々の病院から抗ウイルス剤ソリブジンと抗がん剤フルオロウラシル（5-FU）の処方を受け、併用服用して死亡した事件（ソリブジン薬害事件）をきっかけとして導入された。別の医療機関から処方されたため併用に気づけず、重篤な副作用が発生したものである。

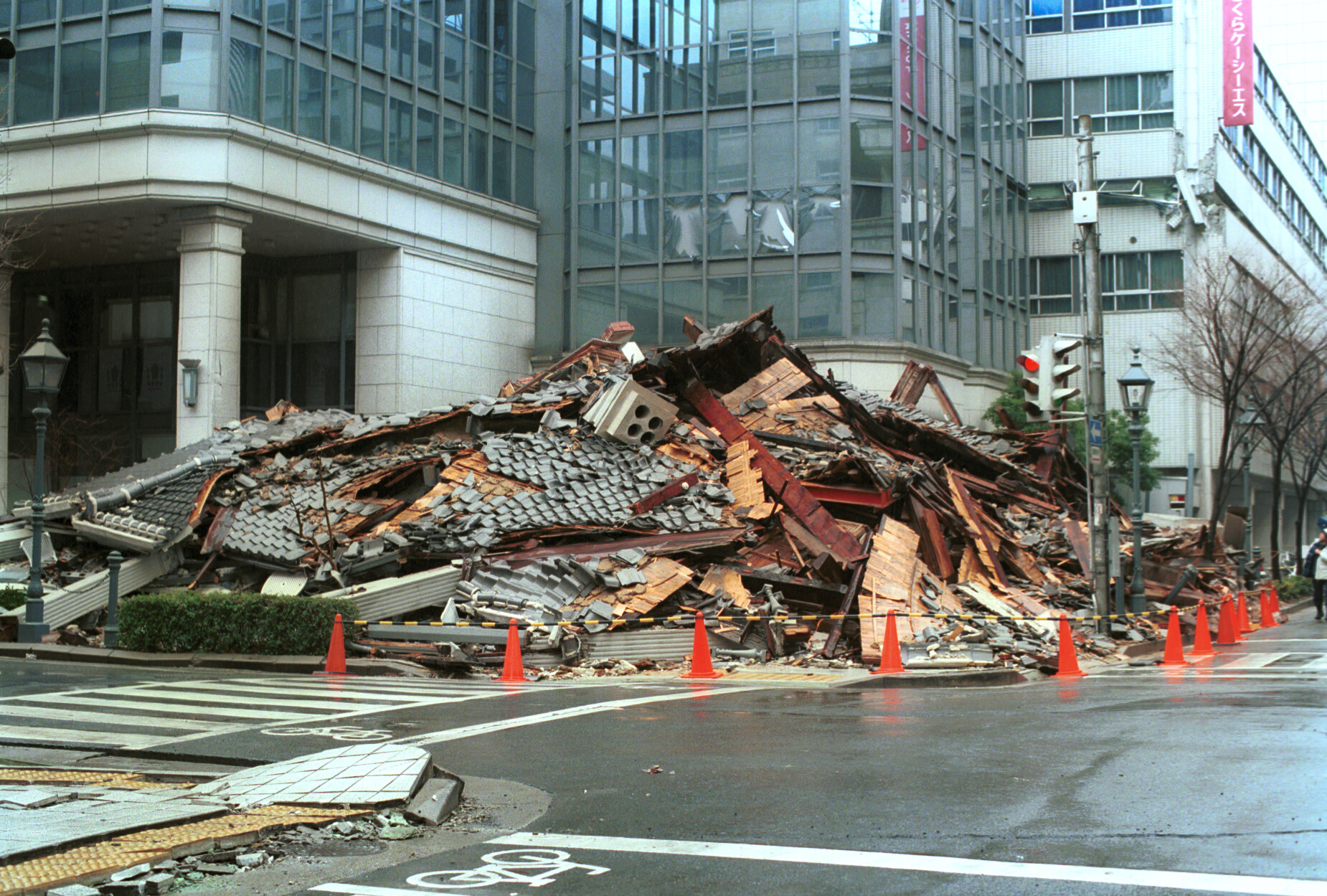
阪神・淡路大震災

1995年（平成7年）1月17日、阪神・淡路大震災（兵庫県南部地震）が発生した際、外傷など急性期の医療が一段落した頃に糖尿病などの慢性疾患の患者に対して継続して行える最低限の医療は、それまで服用していたのと同じ薬を提供することであった。しかし、診療録などの記録を持っていない救護所に来る患者の薬についての記憶は、剤形や色に限られることが多く、同じ薬を渡すことさえ出来ない事態が起きた。また、災害時の特例として、お薬手帳があれば処方箋なしで薬を受け取ることができる場合があり、災害における備えの意味でも認知され、急速に普及するようになった。
その際、多くの「お薬手帳」の原型となったのは、1995年（平成7年）度から1996年（平成8年）度にかけて、埼玉県の朝霞地区薬剤師会が当時の厚生省による「医薬分業モデル地区」に指定された際に、薬の相互作用による健康被害から患者を守るために考案したものだった。
一部の医療機関や、調剤薬局における薬剤師からの顧客サービスとして始まった取り組みであるが、2000年（平成12年）に、薬の併用注意や禁忌などを確認する効果が期待され、厚生労働省の制度となり、調剤報酬として評価されるようになった。薬剤の名称等をお薬手帳に記載した場合、薬剤情報提供料に手帳記載加算が加算された。
2011年（平成23年）3月11日の東日本大震災（東北地方太平洋沖地震）においても、災害時の必要性が再認識された。避難所等に避難している糖尿病や高血圧等の慢性疾患の患者から、被災前に使用していた薬を聞き取り、お薬手帳に薬剤名等を記載することにより、効率的な診察が可能となり、また、救護所で処方された薬の名前等をお薬手帳に記載して患者に配布することにより、その後の別の避難先でも継続した治療が可能となった。
2014年（平成26年）4月の診療報酬改定に伴い、お薬手帳を持参した場合より持参しなかった場合の方が、薬剤服用歴管理指導料が70円安くなる改定が行われた。持参した場合には410円（3割負担なら130円）、持参しなかった場合には340円（同110円）となった。柔軟な対応が可能になる反面、国民の健康を守るという観点からは問題が生じた。
日本薬剤師会の三浦洋嗣副会長は、お薬手帳による情報提供を義務化せよ、との指摘に応じて前回の改定時に盛り込み、一生懸命やっている薬局のほうが圧倒的に多い、としたうえで、「知らないうちに薬袋にシールが入っていた」などの指摘から評価点数が見直されたとして、大変残念だと述べた。三浦は、2年後に点数を取り返せるように「努力をしていただくようお願いをするしかありません」とした。
2015年（平成27年）12月、2016年（平成28年）度の診療報酬改定において、厚生労働省がお薬手帳の活用を促し、「かかりつけ薬局」の推進にもつなげることを目的として、同じ薬局でお薬手帳を持参して2回以上利用した場合、患者の自己負担額が安くなるシステムの導入を検討している事が、中央社会保険医療協議会で示された。これについて、日本薬剤師会の委員からも賛成する意見がだされた。
2016年（平成28年）度からは、お薬手帳を6ヶ月以内に同一薬局に持参した際に、患者の自己負担代金が安くなるようになった（「薬剤服用歴管理指導料」は500円と380円。2018年の改訂で530円と410円、基本調剤料1を算定する保険薬局に限る）。
内閣府が2020年（令和2年）10月に行った調査では、お薬手帳を利用しているか聞いたところ、「利用している」と答えた者の割合が71.1%、「利用していない」と答えた者の割合が28.6%となっている。お薬手帳を「利用している」と答えた者に、お薬手帳を利用している理由は何か聞いたところ、「服用している薬について薬剤師に飲み合わせなどを確認してもらうため」を挙げた者の割合が56.9%、「服用している薬について自分で確認するため」を挙げた者の割合が52.9%と高く、以下、「服用している薬について医師などに相談しやすいため」（44.9%）、「薬局で利用を勧められたため」（42.0%）などの順となっている。お薬手帳を「利用していない」と答えた者に、お薬手帳を利用していない理由は何か聞いたところ、「病院や診療所、薬局を利用する機会が少ないため」を挙げた者の割合が52.2%と最も高く、以下、「お薬手帳がなくても服用している薬を自分で管理できるため」（25.9%）、「利用するのが面倒なため」（23.0%）などの順となっている。

## 電子化
全国的にお薬手帳の電子化が進んでいる。この電子化の流れは、日本国政府のIT戦略本部が掲げた「どこでもMY病院構想」に呼応して始まったもので、紛失などがあっても支障がない「いつでも・どんな状況下でも最適な医療を受けられる」状況を目指している。しかし、ファイル互換性の無い、異なる仕様での電子化が、混乱を招くことが懸念されていた。
2015年（平成27年）、厚生労働省が電子版「お薬手帳」の仕様を共通化させる方針を固め、日本薬剤師会は、電子お薬手帳相互閲覧システム「e薬Link（イークスリンク）」を構築、2016年4月1日に提供開始した。

### e薬Link
e薬Link（イークスリンク）は、電子お薬手帳相互閲覧システムで、日本薬剤師会が提供する、異なる電子お薬手帳サービス間の情報を相互閲覧できるようにする仕組み。
ロゴマークの表示された製品（アプリ）や薬局は、この電子お薬手帳の相互閲覧サービスに対応し、調剤報酬算定要件の一つである「一元的に情報閲覧できる仕組み」が提供され、調剤報酬算定を目的とした電子お薬手帳を提供する組織には、電子お薬手帳相互閲覧サービスへの接続が求められている。
現在、e薬Linkに対応している電子お薬手帳、および対応予定のものが公開されている。

### 電子版お薬手帳
電子版お薬手帳は、厚生労働省がガイドラインを定める電子版お薬手帳サービスの総称。
薬剤師とのコミュニケーション機能、医薬品情報の解説・検索機能、マイナポータルと連携した機能を備えている。
マイナポータルとの連携ができるお薬手帳アプリで、利用者が承諾すれば、マイナポータルから閲覧できる、各医療機関・薬局で交付された薬剤の記録を呼び出すことができ、一括管理が容易になる。
電子版お薬手帳ガイドラインに沿った電子版お薬手帳サービスが公開されている。

### 主な電子お薬手帳
- 日薬eお薬手帳[30] - 日本薬剤師会。
- HeaLis+[31] - くすりの福太郎。
- harmo（ハルモ）[32][23] - 川崎市薬剤師会。川崎市やソニーと協力して製作。
- お薬手帳プラス[33] - 日本調剤。アプリ上から処方箋の写真を撮り、最寄りの調剤薬局に送る機能をまとめたアプリ。
- EPARKお薬手帳[34] - フリービットEPARKヘルスケア。調剤予約とお薬手帳機能を持つアプリ。
- hoppe（ホッペ）お薬手帳[35] - ホッペ。アプリ上から処方箋の写真を撮り、最寄りの調剤薬局に送る機能をまとめた無料アプリ。

上記の電子お薬手帳はすべてe薬Linkと連携・対応している。

## マイナ保険証とお薬手帳
マイナンバーカードを保険証として利用する事で医療機関に併用薬情報を提供する事が可能となった。しかしながら、電子処方箋が普及していない2024年（令和6年）11月現在では提供される併用薬情報はレセプト情報に基づくものが多く、リアルタイムで情報が更新されていない事に留意する必要がある。レセプト情報に基づくため情報更新までにおおむね1ヶ月程度ラグが発生する場合がある。また医療機関からレセプト提出が遅れたりレセプト提出がなされない場合や自由診療の場合は情報が掲載されない場合がある。お薬手帳には市販薬や副作用情報なども書き込む事ができるがそのような情報もマイナンバー保険証では確認できないため、2024年（令和6年）現在ではそれらの情報を補完するためにお薬手帳との併用が必要である。